# José Renato (político)
José Renato Novaes (Acaiaca, 28 de agosto de 1945 - 20 de novembro de 2004) foi um engenheiro civil e político brasileiro do estado de Minas Gerais.
José Renato foi deputado estadual constituinte de Minas Gerais à 11ª legislatura (1987-1991), pelo PMDB.